# 5-HT1A receptor
 receptor je tip 5- receptora za koji se vezuje endogeni neurotransmiter serotonin (5-hidroksitriptamin, 5-HT). On je G protein-spregnuti receptor (GPCR) koji je spregnut sa  i posreduje inhibitornu neurotransmisiju. Akronim  označava humani gen koji kodira ovaj receptor.

## Distribucija
5-1A receptor najšire rasprostranjen od svih 5-HT receptora. U centralnom nervnom sistemu, 5-HT1A receptori se nalaze u cerebralnom kortesu, hipokampusu, septumu, amigdali, i rafovom jezgru u visokim koncentracijama, dok su u manjim količinama takođe prisutni u bazalnoj gangliji i talamusu.

## Funkcija

### Neuromodulacija
5-1A receptorski agonisti snižavaju krvni pritisak i brzinu srca centralnim mehanizmom, indukcijom periferne vazodilaticije, i stimulacijom vagus nerva. Ti efekti su rezultat aktivacije 5-HT1A receptora u rostralnoj ventrolateralnoj meduli. Simpatolitički antihipertenzivni lek urapidil je antagonist α1-adrenergičkog receptora i agonist α2-adrenergičkog receptora, kao i agonist 5-HT1A receptora. Poznato je da ova zadnja osobina doprinosi njegovim sveukupnom terapeutskom dejstvu. Vazodilatacija krvnih sudova kože centralnom 5-HT1A aktivacijom povećava toplotnu disipaciju sa organizma u okolnu sredinu, posledica čega je sniženje telesne temperature.
Aktivacija centralnih 5-HT1A receptora inicira oslobađanje ili inhibiciju norepinefrina u zavisnosti od vrste, verovatno iz locus coeruleus regiona, što zatim dovodi do redukcije ili povišenja neuronskog tona sfinkter mišića zenice modulacijom postsinaptičkih α2-adrenergički receptora unutar Edinger-Vestfalnog jezgra, što dovodi do dilatacije zenica kod glodara, i kontrakcije zenica kod primata uključujući ljude.
Agonisti 5-1A receptora kao što su buspiron i flesinoksan su delotvorni u olakšavanju anksioznosti i depresije. Buspiron i tandospiron su trenutno odobreni za te indikacije u mnogim zemljama. Drugi, poput gepirona, flesinoksana, flibanserina, i  su takođe bili ispitivani, mada još uvek nisu potpuno razvijeni i odobreni. Neki od atipičnih antipsihotika kao što je aripiprazol su takođe parcijalni agonisti 5-1A receptora i ponekad se koriste u niskim dozama kao zamena za standardne antidepresive kao što su selektivni inhibitori preuzimanja serotonina (SSRI).

### Endokrinologija
Aktivacija 5-HT1A receptora indukuje sekreciju raznih hormona među kojima su kortizol, kortikosteron, adrenokortikotropni hormon (ACTH), oksitocin, prolaktin, hormon rasta, i β-endorfin. Ovaj receptor ne utiče na sekreciju vazopresina ili renina, za razliku od 5-HT2 receptora. Postoje indikacije da otpuštanje oksitocina doprinosi prosocijalnim, antiagresivnim i anksiolitičkim svojstvima primećenim nakon aktivacije receptora. Moguće je da sekrecija β-endorfina doprinosi antidepresivnim, anksiolitičkim, i analgetskim efektima.

## Ligandi
Distribucija 5-HT1A receptora u ljudskom mozgu može biti snimljena pozitronskom emisionom tomografijom koristeći radioligand . Na primer, u jednoj studiji je utvrđeno povećano  vezivanje kod tipa 2 dijabetesa. Jedna druga PET studija je utvrdila negativnu korelaciju između stepena 5-HT1A vezivanja u rafijevom jezgru, hipokampusu i neokorteksu, i samo-prijavljene tendencije doživljavanja duhovnih iskustava. Kad je obeležen sa tricijumom, WAY-100,635 može takođe da se koristi u autoradiografiji.

### Agonisti
- Adatanserin
- Alnespiron
- Aripiprazol
- Asenapin
- Befiradol
- Binospiron
- Bufotenin
- Buspiron
- Kanabidiol
- Klozapin
- Dihidroergotamin
- Ebalzotan
- Eltoprazin
- Eptapiron
- Ergotamin
- Etoperidon
- Flesinoksan
- Flibanserin
- Gepiron
- Ipsapiron
- Lesopitron
- Lisurid
- LSD
- Nefazodon
- Osemozotan
- Perospiron
- Piklozotan
- Psilocin
- Psilocibin
- Rauvolscin
- Repinotan
- Sarizotan
- Sunepitron
- Tandospiron
- Tiospiron
- Trazodon
- Urapidil
- Vilazodon
- Johimbin
- Ksaliproden
- Zalospiron
- Ziprasidon

### Antagonisti
- Alprenolol
- Cianopindolol
- Dotarizin
- Flopropion
- Jodocianopindolol
- Izamoltan
- Lekozotan
- Metiotepin
- Oksprenolol
- Pindobind
- Pindolol
- Propranolol
- Hetiapin
- Robalzotan
- Spiperon
- Spiramid
- Spiroksatrin
- Ksilamidin

## Genetika
5-1A receptor je kodiran  genom. Postoji više humanih polimorfizama vezanih za ovaj gen. Jedan pregled iz 2007. navodi 27 jednonukleotidnih polimorfizama (SNP). Najviše istraženi su C-1019G (rs6295), C-1018G, Ile28Val (rs1799921), Arg219Leu (rs1800044), i Gly22Ser (rs1799920). Neki od preostalih SNP-ova su Pro16Leu, Gly272Asp, i sinonimni polimorfizam G294A (rs6294). Varijante ovog gena su bile studirane u vezi sa psihijatrijskim poremećajima, ali definitivni rezultati nisu dobijeni.

## Interakcije
Za 5-HT1A receptor je pokazano da interaguje sa moždanim neurotrofnim faktorom (BDNF), koji učestvuje u regulaciji raspoloženja i anksioznosti. Pokazano je da ostvaruje interakcije sa sfingozin-1-fosfatnim receptorom 1.

## Literatura
- el Mestikawy S; Fargin A; Raymond JR;  . (1991). „The 5-HT1A receptor: an overview of recent advances”. Neurochem. Res. 16 (1): 1—10. PMID 2052135. doi:10.1007/BF00965820.
- Hensler JG (2003). „Regulation of 5-HT1A receptor function in brain following agonist or antidepressant administration”. Life Sci. 72 (15): 1665—82. PMID 12559389. doi:10.1016/S0024-3205(02)02482-7.
- Van Oekelen D, Luyten WH, Leysen JE (2003). „5-HT2A and 5-HT2C receptors and their atypical regulation properties”. Life Sci. 72 (22): 2429—49. PMID 12650852. doi:10.1016/S0024-3205(03)00141-3.
- Lesch KP, Gutknecht L (2005). „Focus on The 5-HT1A receptor: emerging role of a gene regulatory variant in psychopathology and pharmacogenetics”. Int. J. Neuropsychopharmacol. 7 (4): 381—5. PMID 15683551. doi:10.1017/S1461145704004845.
- Kalipatnapu S, Chattopadhyay A (2006). „Membrane protein solubilization: recent advances and challenges in solubilization of serotonin1A receptors”. IUBMB Life. 57 (7): 505—12. PMID 16081372. doi:10.1080/15216540500167237.
- Varrault A, Bockaert J, Waeber C (1992). „Activation of 5-HT1A receptors expressed in NIH-3T3 cells induces focus formation and potentiates EGF effect on DNA synthesis”. Mol. Biol. Cell. 3 (9): 961—9. PMC 275657 . PMID 1330092.
- Levy FO; Gudermann T; Perez-Reyes E;  . (1992). „Molecular cloning of a human serotonin receptor (S12) with a pharmacological profile resembling that of the 5-HT1D subtype”. J. Biol. Chem. 267 (11): 7553—62. PMID 1559993.
- Melmer G; Sherrington R; Mankoo B;  . (1992). „A cosmid clone for the 5HT1A receptor (HTR1A) reveals a TaqI RFLP that shows tight linkage to dna loci D5S6, D5S39, and D5S76”. Genomics. 11 (3): 767—9. PMID 1685484. doi:10.1016/0888-7543(91)90088-V.
- Parks CL, Chang LS, Shenk T (1992). „A polymerase chain reaction mediated by a single primer: cloning of genomic sequences adjacent to a serotonin receptor protein coding region”. Nucleic Acids Res. 19 (25): 7155—60. PMC 332551 . PMID 1766875. doi:10.1093/nar/19.25.7155.
- Gilliam TC; Freimer NB; Kaufmann CA;  . (1990). „Deletion mapping of DNA markers to a region of chromosome 5 that cosegregates with schizophrenia”. Genomics. 5 (4): 940—4. PMID 2591972. doi:10.1016/0888-7543(89)90138-9.
- Kobilka BK; Frielle T; Collins S;  . (1987). „An intronless gene encoding a potential member of the family of receptors coupled to guanine nucleotide regulatory proteins”. Nature. 329 (6134): 75—9. PMID 3041227. doi:10.1038/329075a0.
- Fargin A; Raymond JR; Lohse MJ;  . (1988). „The genomic clone G-21, which resembles a beta-adrenergic receptor sequence encodes the 5-HT1A receptor”. Nature. 335 (6188): 358—60. PMID 3138543. doi:10.1038/335358a0.
- Nakhai B, Nielsen DA, Linnoila M, Goldman D (1995). „Two naturally occurring amino acid substitutions in the human 5-HT1A receptor: glycine 22 to serine 22 and isoleucine 28 to valine 28”. Biochem. Biophys. Res. Commun. 210 (2): 530—6. PMID 7755630. doi:10.1006/bbrc.1995.1692.
- Aune TM; McGrath KM; Sarr T;  . (1993). „Expression of 5HT1a receptors on activated human T cells. Regulation of cyclic AMP levels and T cell proliferation by 5-hydroxytryptamine”. J. Immunol. 151 (3): 1175—83. PMID 8393041.
- Parks CL, Shenk T (1996). „The serotonin 1a receptor gene contains a TATA-less promoter that responds to MAZ and Sp1”. J. Biol. Chem. 271 (8): 4417—30. PMID 8626793. doi:10.1074/jbc.271.8.4417.
- Stockmeier CA; Shapiro LA; Dilley GE;  . (1998). „Increase in serotonin-1A autoreceptors in the midbrain of suicide victims with major depression-postmortem evidence for decreased serotonin activity”. J. Neurosci. 18 (18): 7394—401. PMID 9736659.
- Kawanishi Y; Harada S; Tachikawa H;  . (1998). „Novel mutations in the promoter and coding region of the human 5-HT1A receptor gene and association analysis in schizophrenia”. Am. J. Med. Genet. 81 (5): 434—9. PMID 9754630. doi:10.1002/(SICI)1096-8628(19980907)81:5<434::AID-AJMG13>3.0.CO;2-D.
- Salim K; Fenton T; Bacha J;  . (2002). „Oligomerization of G-protein-coupled receptors shown by selective co-immunoprecipitation”. J. Biol. Chem. 277 (18): 15482—5. PMID 11854302. doi:10.1074/jbc.M201539200.

## Spoljašnje veze
- „5-HT1A”. IUPHAR Database of Receptors and Ion Channels. International Union of Basic and Clinical Pharmacology. Архивирано из оригинала 02. 09. 2012. г. Приступљено 12. 07. 2011.